# Visual Neuroscience
Visual Neuroscience ist eine wissenschaftliche Fachzeitschrift, welche auf die Veröffentlichung von experimentellen und theoretischen Forschungsergebnissen im Bereich der neurobiologischen Grundlagenforschung spezialisiert ist.
Das Magazin wurde erstmals im Jahr 1988 veröffentlicht und hat einen derzeitigen Impact Factor von 2.233 im Jahr 2011.